# Tekluczyno
Tekluczyno – dawny folwark i zaścianek. Tereny, na których leżały, znajdują się obecnie na Białorusi, w obwodzie witebskim, w rejonie miorskim, w sielsowiecie Przebrodzie.

## Historia
W czasach zaborów zaścianek w powiecie dzisieńskim, w guberni wileńskiej Imperium Rosyjskiego. Pod koniec XIX wieku należał do dóbr Stanielewo, własność Mirskich.
W latach 1921–1945 folwark i zaścianek leżały w Polsce, w województwie wileńskim, w powiecie dziśnieńskim (od 1926 w powiecie brasławskim) w gminie Miory.
Według Powszechnego Spisu Ludności z 1921 roku zamieszkiwało tu 10 osób, 7 było wyznania rzymskokatolickiego a 3 prawosławnego. Jednocześnie 4 mieszkańców zadeklarowało polską a 6 białoruską przynależność narodową. Były tu 2 budynki mieszkalne. W 1931 folwark w 1 domu zamieszkiwało 11 osób, a zaścianek w 1 domu zamieszkiwały 2 osoby.
Wierni należeli do parafii rzymskokatolickiej w Miorach. Miejscowość podlegała pod Sąd Grodzki w Drui i Okręgowy w Wilnie; właściwy urząd pocztowy mieścił się w Miorach.